# Bánfalvi karmelita kolostor

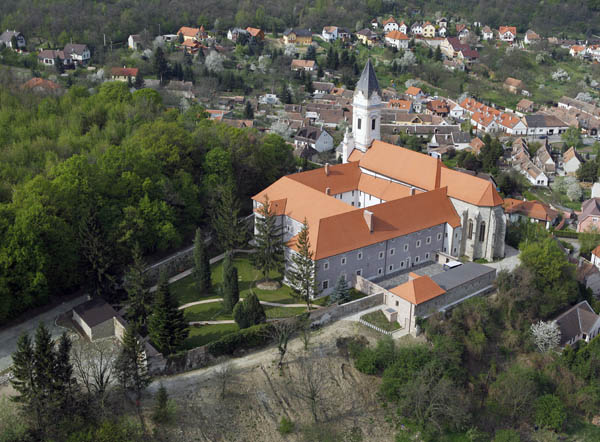
A felújított Sopronbánfalvi Kolostor távlati képe, háttérben Sopronbánfalva központjával

A sopronbánfalvi kolostor ma szállodaként működő, középkori alapokon nyugvó műemlékegyüttes, a Sopron délnyugati, azaz kertvárosi részén fekvő Sopronbánfalván. A kolostor tőszomszédságában terül el az erdőkkel borított Soproni-hegység és a sopronbánfalvi hősi temető.

## Története

### Zarándokhely; Szent Wolfgang kultusza
971-ben érkezett egy misszionárius csapat élén Sopron környékére téríteni Wolfgang (Farkas) bajor szerzetes, Boldog Gizella későbbi tanítója.
Rövid itt tartózkodásának emlékét szorgosan ápolták a 11. században ide települt bajor földművesek. A mai Kolostor-hegyen létesített emlékhely idővel zarándokhellyé fejlődött.
Az 1441-ben Szent Farkas tiszteletére emelt kápolna 1481-ben búcsúengedélyt kapott a pápától.

### A pálos kolostor

#### Története a török megjelenéséig
A búcsújáróhely népszerűsége és a környéken épült pálos kolostorok (Sopronkertes, Bécsújhely) hatására Sopron városa 1482. július 15-én pálos rendházat és templomot alapított a Szent Farkas kápolna helyén. A gótikus templom szentélye és három rekonstruált ablaka ma is megcsodálható. A földszintes középkori kolostorépületből csak töredékek maradtak fenn. A templom népszerűségét növelte a 14. századból származó częstochowai Fekete Madonna kegykép legkorábbi másolatának oltárra helyezése.
1532-ben az állandó török fenyegetés hatására a szerzetesek Bécsújhelybe menekültek, ahova a Fekete Madonna képét is magukkal vitték. A kolostort a török felégette, az épületek romba dőltek.

#### Újjáépítés, barokk szakasz
A reformáció hatására és a török pusztítás megroppantotta a pálos rendet, amelynek magyarországi kolostorhálózata közel megsemmisült. A 17. század elejére a katolicizmus új erőre kapott, és a pálosok elkezdték újjászervezni intézményeiket. A bánfalvi kolostort 1610–1648 között építették újjá. Ennek költségeihez jelentősen hozzájárult az uralkodó, valamint a rekatolizált Nádasdyak, a feltörekvő Esterházyak, a Széchényiek és más úri családok. A kolostor ekkor nyerte el mai, egyemeletes, zárt kerengős, barokk formáját, amit később már csak elemeiben és főként belsőépítészetileg alakítottak.

#### A fénykor
1643 és 1786 között a kolostor a pálos rendtartomány noviciátusa volt. A szerzetes növendékek képzéséhez külön oktató termet építettek az épület délkeleti szárnyában. A ma noviciátusnak nevezett terem 17. századi famennyezetének eredeti, 14 méter hosszú faragott mestergerendája különlegesség Közép-Európában. A terem nemcsak építészetileg jelentős, hanem az itt tanult személyek miatt is. Kiemelkedik közülük Széchényi Pál későbbi kalocsai érsek, akit itt is temettek el 1710-ben (mumifikálódott holtteste napjainkban a nagycenki Széchényi mauzóleumban tekinthető meg). A noviciátus alatt, a földszinten van a rendház étkezője, a refektórium, amelyet a 18. században a rend történetét és az egyházatyákat megjelenítő freskókkal díszítettek.
1728-ban tűz pusztított az épületben. A helyreállítók még díszesebbé varázsolták a belső tereket, sőt, az épülettömb környezetét is. 1667-ben a Kolostordomb oldalában épült meg az ország második kő kálváriája, amely 14 helyett csupán 5 stációból állt. 1718 és 1750 között a falu irányából impozáns teraszokkal taglalt 88 lépcsőfokból álló barokk lépcsőt építettek; ezt 14 szent szobra szegélyezi. A kolostor saját fenntartásához számos földterületet birtokolt, ezeken jelentős mezőgazdasági termelés folyt, egyebek mellett szőlőművelés is. A bor tárolására a 17. századtól pincerendszer kialakításába kezdtek, amely mára átszövi az egész Kolostorhegyet.
A 18. században a szerzetesek meglehetősen jól éltek, bőséggel ittak kávét és csokoládét is. Ennek a jólétnek vetett véget II. József, aki szekularizációs rendeletével 1786-ban több más renddel egyetemben a pálosokat is feloszlatta.

### A 19. század
A teljesen kiürített kolostort a város előbb cukorgyárrá akarta alakítani, majd a nem messze megnyitott első hazai szénbánya, Brennbergbánya bányatisztjeit és szakmunkásait szállásolta el benne.
I. Napóleon francia császár csapatai 1809-ben megszállták Sopront, és katonai kórházzá alakították az épületet. A templomot és az alatta lévő kriptát kifosztották. A kolostor ezután újra lakóépület lett, míg a templomot 1825-ben a falu megnövekedett létszámú katolikus gyülekezete újra birtokba vette.
A reformkorban a visszatérő bányamunkások mellett itt élt híres tájképfestő Anton Sigel, a korabeli soproni térség dokumentálója. A néhai rendházban selyemhernyó-tenyésztéssel is foglalkoztak. Az 1860-as években a kolostort helyőrségi kórházzá alakították. A templomot ismét megfosztották szakrális funkciójától, hogy raktárnak használják.

### Karmelita kolostor
1887-ben Zalka János győri püspök megvásárolta az egyházmegyének a teljes ingatlant. A templom ezóta folyamatosan szolgálja a katolikus hívőket. A kolostor új lakói a Mayerlingből 1892-ben érkezett sarutlan karmeliták apácái lettek. A rend tagjai szigorú előírások szerint éltek. Nem találkozhattak külvilágiakkal, személyes életterüket a minimálisra csökkentették. A kolostort ennek megfelelően át kellett építeni. A cellák többségét kettéosztották és a korábbi noviciátusban is lakófülkéket alakítottak ki. A templom szentélyét elfalazták. Belső szintmegosztással az emeleten varrószobát, a földszinten oratóriumot alakítottak ki. Ebből az időből maradtak meg azok az átadószekrények, amelyek úgy tették lehetővé tárgyak be- és kijuttatását, hogy közben ne kelljen a civilekkel találkozni. Az emeleten külön lakása volt a zárdalelkésznek, közvetlen átjáróval a frissen felújított templomba (ma ezekben a helyiségekben van a szálloda lakosztálya.
A második világháború idején a Kolostordomb pincerendszerében óvóhelyet alakítottak ki, ami több száz embernek nyújtott menedéket. 1944 végén a Harmadik Birodalom keleti határára tervezett erődrendszer építéséhez Sopronbánfalván munkatábort létesítettek, amit magyar munkaszolgálatosokkal és hadifoglyokkal töltöttek fel. A helyi embermentéshez csatlakoztak a karmeliták, és több tucat munkaszolgálatost bújtattak el.
A második világháború utáni időszak valláspolitikája a kolostort sem kímélte. 1950-ben az apácákat internálták, a rendházat bezárták.

### Elmeszociális otthon
1950-ben, a kolostor bezárásának évében az attól független templomban belső felújítás kezdődött. Ennek részeként Básti Zoltán eperjesi származású festőművész a Rákosi-korszakban rendkívül merész témaválasztású szekkókat festett a falakra. Egy nagyívű, allegorikus életképen jelenik meg az esztergomi bazilika és a római Szent Péter-bazilika épülete, a mártír Apor Vilmos győri püspök, valamint XIII. Piusz, az akkori pápa. A legprovokatívabb kompozíció a karzat fölött, a felületes szemlélődő elől kissé elrejtve  Mihály arkangyalt ábrázolja, ahogy legyőzi a szovjet diktátor, Sztálin arcvonásait viselő ördögöt. Ez példátlanul bátor tett volt a keleti blokk országaiban.
Az 1950-es évek második felétől a rendszerváltásig elmeszociális otthon működött a kolostorban. Ezekben az évtizedekben többször is zajlott régészeti és műemlékvédelmi kutatás, amelyek eredményeként helyreállították a templom gótikus szentélyét és megtaláltak több középkori faragványt. A munkálatokban Szakál Ernő restaurátor és Dávid Ferenc művészettörténész vállalt oroszlánszerepet. A műemlékes szakma igazi nagy bravúrja volt az addigra szinte teljesen elpusztult pálos lépcső rekonstrukciója: a lépcsőt a megmaradt elemeket és pótlásokat felhasználva újjáépítették. A lépcsőt 1981-ben adták át. A sikerek ellenére az épületek állapota romlott, az ekkoriban végzett belsőépítészeti átalakítások komoly károkat okoztak.
Az elmeszociális otthon történetéhez tartozó érdekesség, hogy 1980-ban itt forgatta Huszárik Zoltán utolsó, Csontváry című filmjének jelentős részét.

### Kolostorszálloda
Az egyházak kárpótlásáról szóló 1991. évi XXXII. törvénnyel a karmelita rend visszakapta kolostorát, de annak felújítására nem volt anyagi fedezetük. 2004-ben az üzletember és műgyűjtő Kovács Gábor értékmentő szándékkal megvásárolta az addigra elhagyott rendkívül rossz állapotú épületegyüttest. A műemléki előírásokat messzemenően betartó felújítás a Norvég Alap és Kovács Gábor személyes hozzájárulásával 2009-ben kezdődött el és mintegy másfél év múlva, 2010-ben fejeződött be.
Pazár Béla és Magyari Éva építészek, valamint a restaurátorok, kivitelezők munkáját több hazai és nemzetközi díjjal jutalmazták. (International Council on Monuments and Sites díj, FIABCI díj, Ingatlanfejlesztési Nívódíj, Dr. Winkler Oszkár emléktábla).
A kolostor 2010-ben mint látogatható műemlék, majd 2011-ben, mint színvonalas szálloda nyitotta meg kapuit. 2015 áprilisában állami kezelésbe került, azóta az Eszterháza Kulturális, Kutató- és Fesztiválközpont működteti.

## Képgaléria

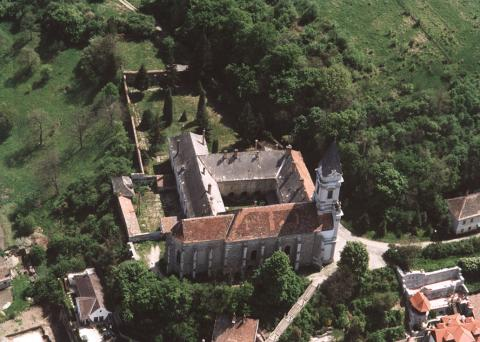
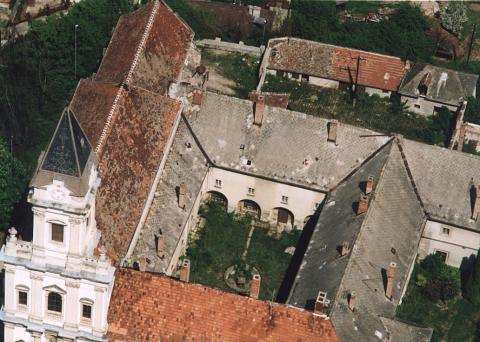
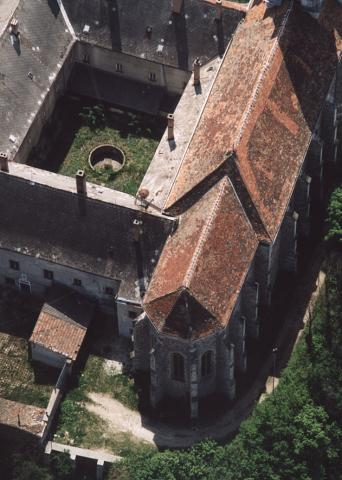
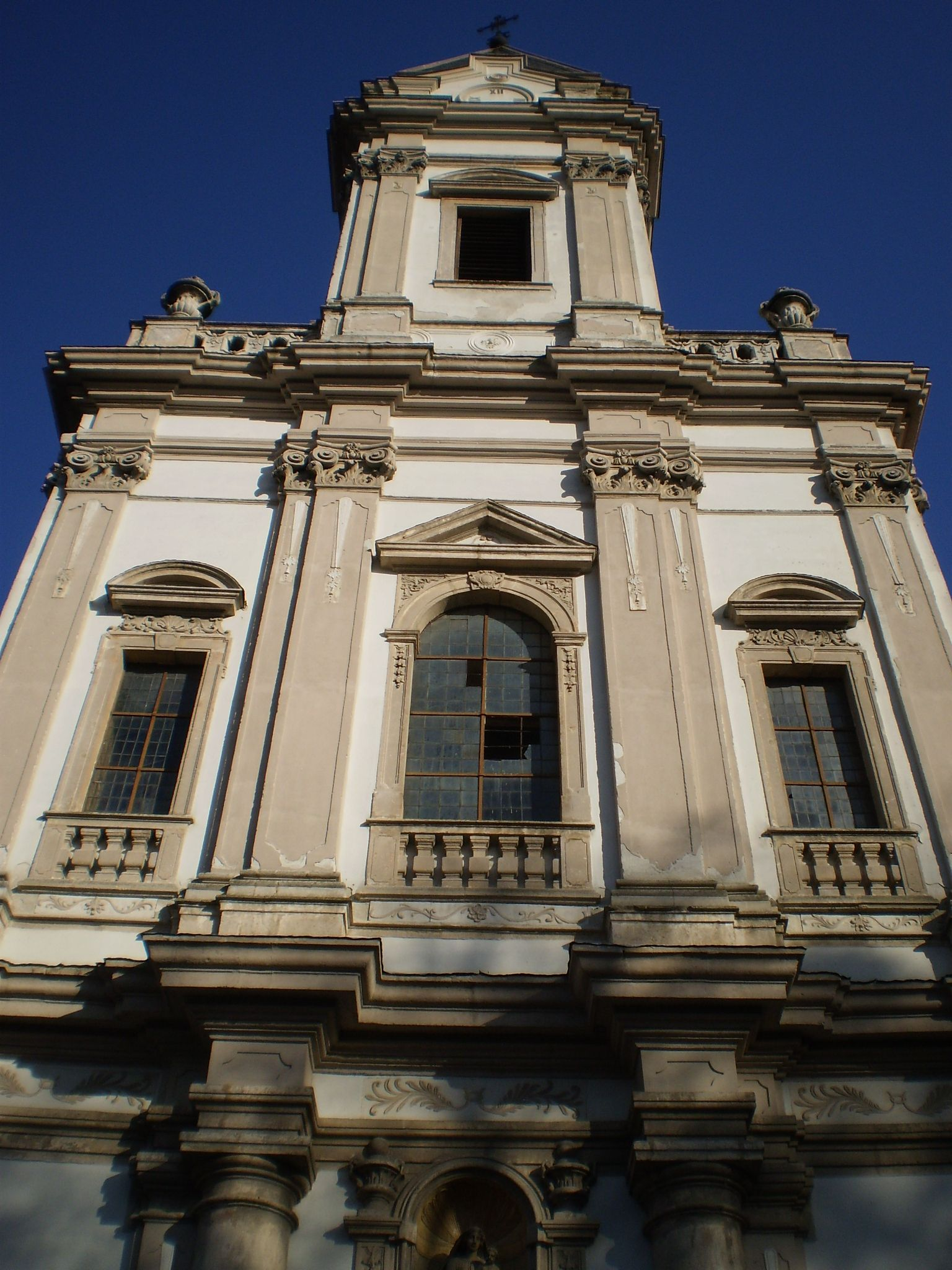
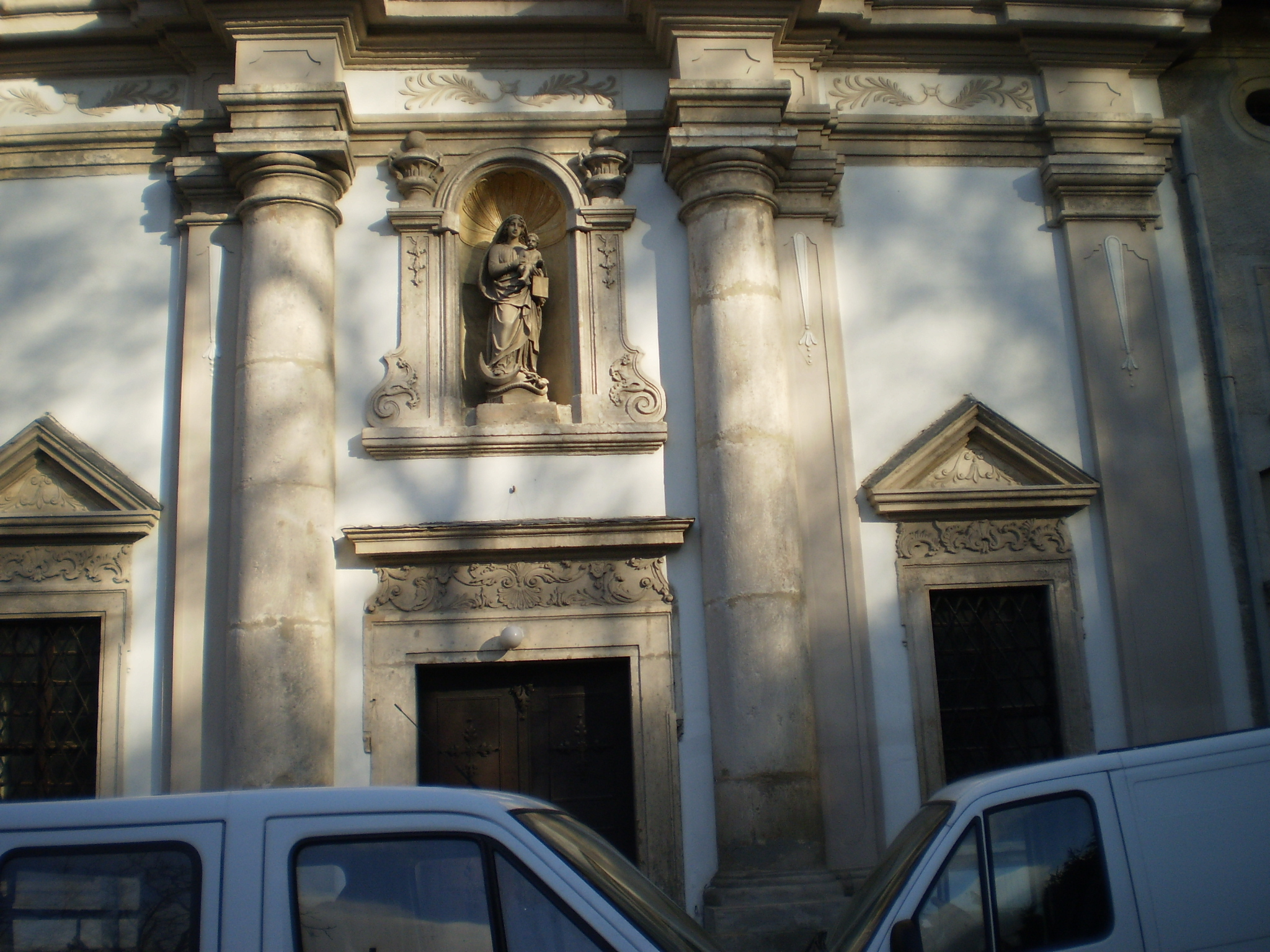
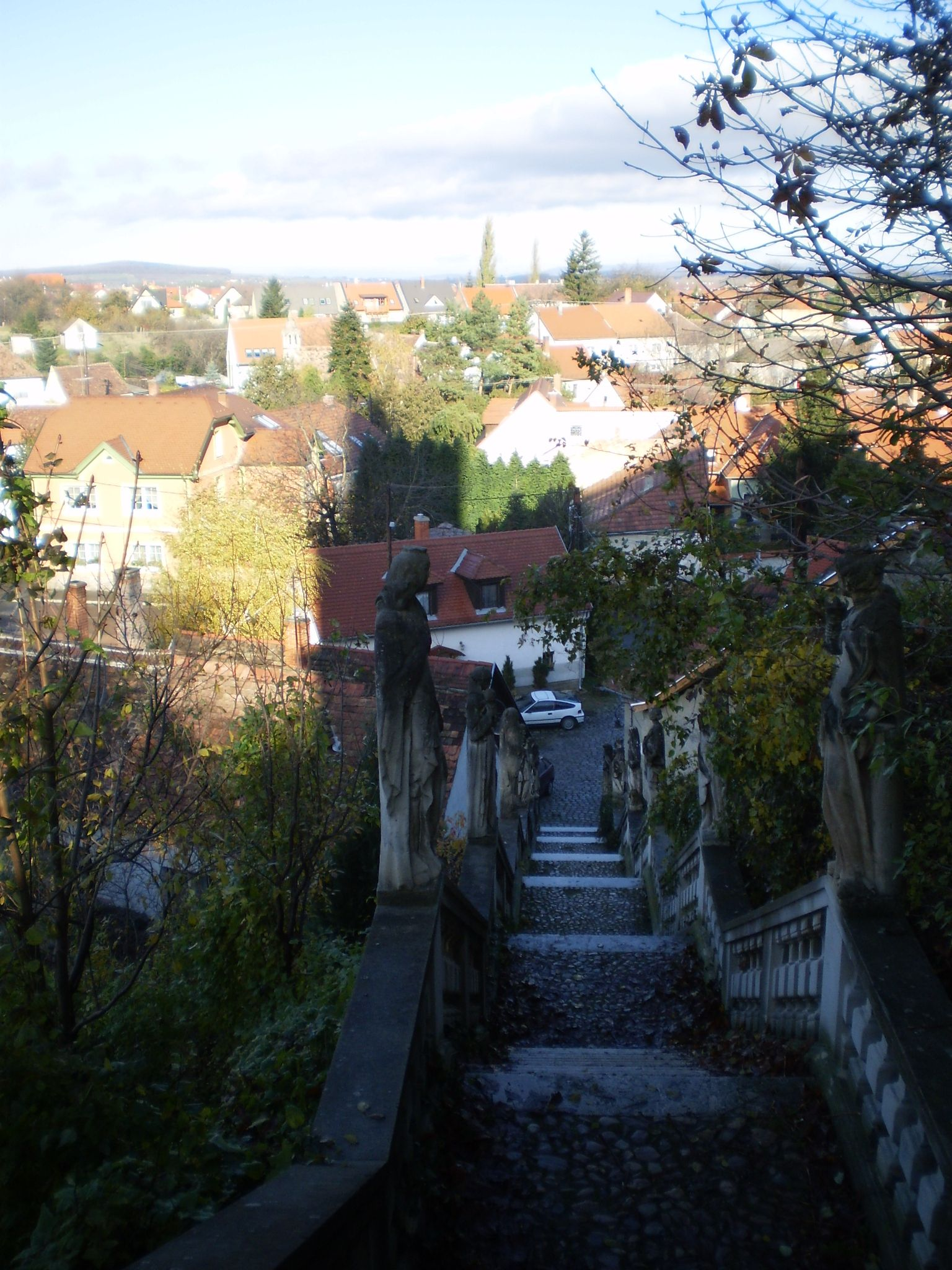
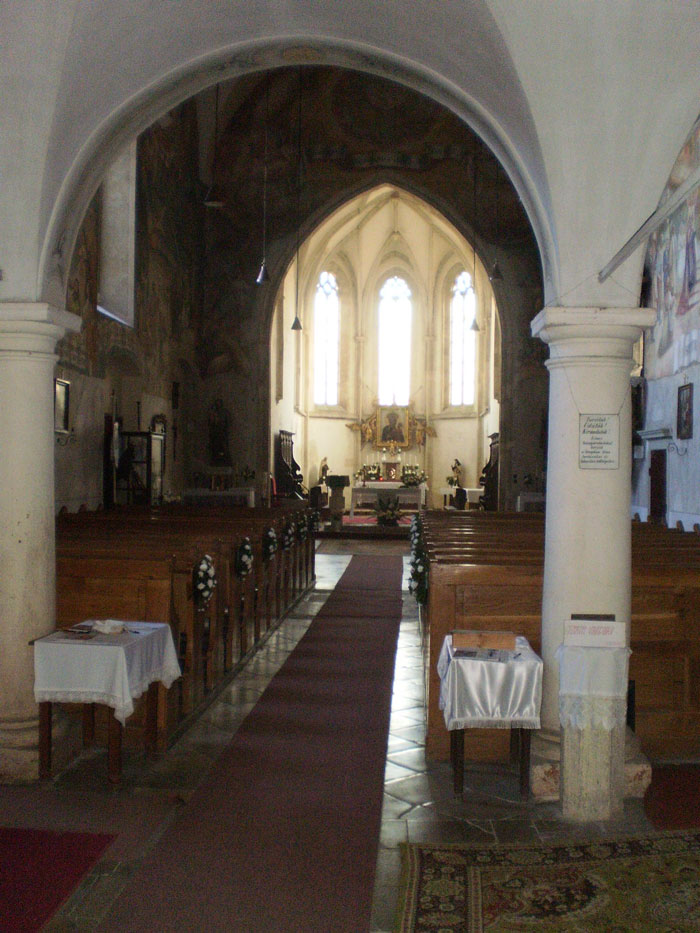
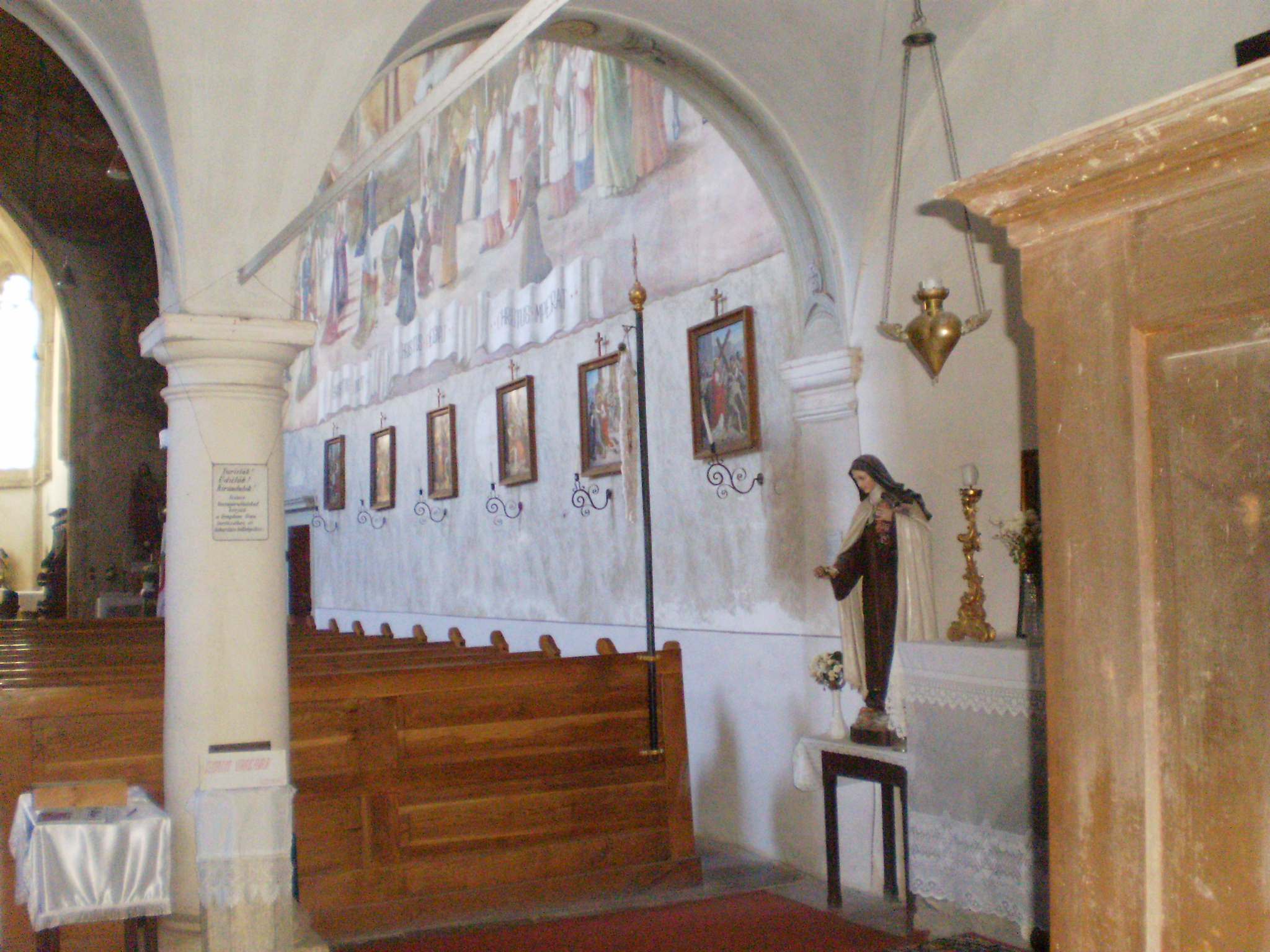
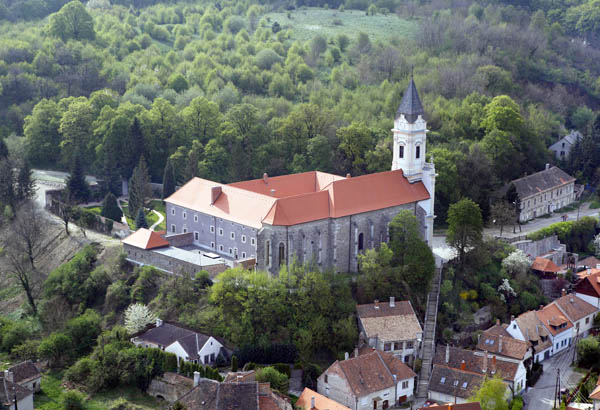
Bánfalvi karmelita kolostor, légi fotó
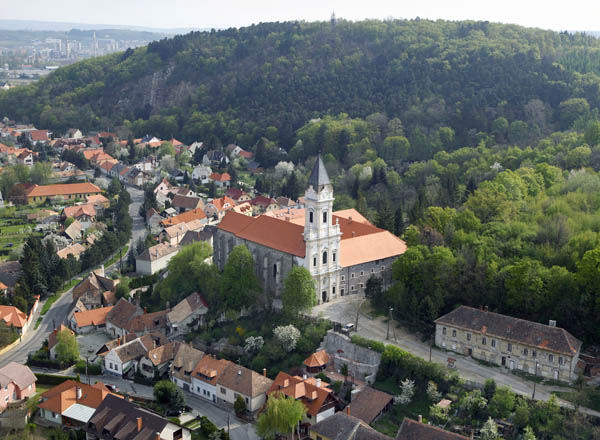
Sopronbánfalva kolostora a levegőből
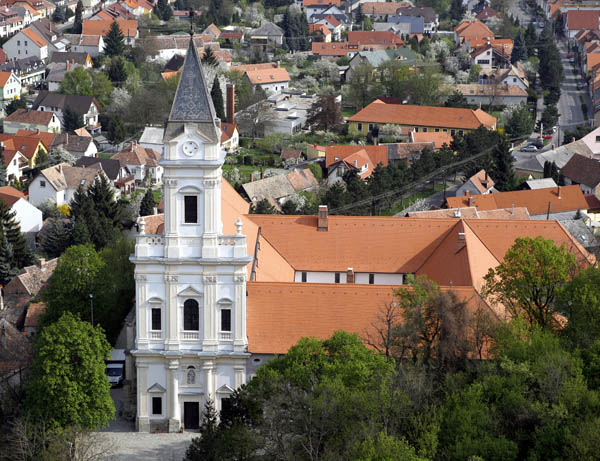
Madártávlatból a karmelita kolostor Bánfalván
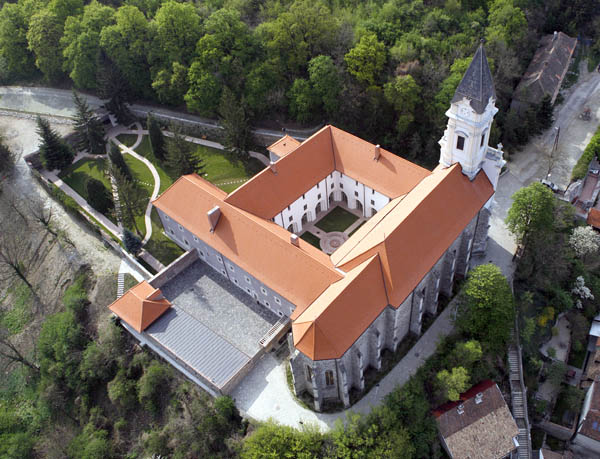
A sopronbánfalvi kolostor a magasból fényképezve